# Ограда Свенского монастыря
Каменная ограда Свенского монастыря — памятник архитектуры в Брянском районе Брянской области, входящий в архитектурный ансамбль Свенского монастыря.
Типичный образец монастырской ограды середины XVIII века, следующий традициям военно-оборонительного строительства Древней Руси. Стены и башни возведены из кирпича, на бутовых фундаментах и побелены. Первый этап реконструкции с 1977 по 1987 года, проведён архитекторами Л. П. Бестужевым и А. Г. Азаровым.
Общая длина ограды 883 метра, высота от 5,5 до 12 метров (без учёта церковных башен).

## История
Успенский Свенский монастырь основан в 1288 году черниговским князем Романом Михайловичем в месте впадения речки Свини, сегодняшней Свени, в Десну.
При Иване Грозном в монастыре началось каменное строительство. В конце XVI века появилась ныне реконструируемая колокольня. Вместе с водонапорной башней, по предположению появившейся в 2002 году, обе башни гармонируют с архитектурой ограды монастыря.
В 1681-1786 годах обитель была присоединена к Киево-Печерской лавре. В этот период было начато строительство каменных стен. Из письма Брянского купечества от 1734 года можно сделать вывод, что, возможно, оно повлияло начало возведения новой ограды:
…в Свенском монастыре из давних лет построена каменная Божия церковь во имя Преображения Господня, которая весьма ветха и мур валится и священнодействовать отнюдь невозможно и прошу, дабы повелено было вышеозначенную церковь разобрать и вновь на ограде во имя Преображения Господня построить.
С 1735 года происходила постепенная замена участков деревянной ограды на каменную. В 1744 году строящаяся ограда застала приезд в монастырь Елизаветы Петровны. К 1764 году новые каменные ограждения полностью опоясали территорию Свенского монастыря, создав крепость неправильной восьмиугольной формы и завершив слаженный архитектурный ансамбль монастыря.
В 1924 году происходит закрытие монастыря, а в 1930 году собор, ограждение и некоторые другие объекты Свенского монастыря были взорваны и частично разобраны.
В 1977 году начинается реставрация и реконструкция некоторых элементов ансамбля монастыря. Отдельные участки руин ограды были законсервированы.
В 2010-е годы проходит реконструкция Свенского монастыря и окончательное восстановление каменной ограды.

## Архитектура
Ограда имеет форму неправильного восьмиугольника с десятью крепостными башнями, из которых две церковные надвратные и восемь одноярусных купольных башен в 12 метров высоты.
Ограда прорезана пилястрами и амбразурами. Имеет верхний караульный уровень, укрытый противоосадочной фальцевой кровлей.
Стены и башни возведены из кирпича на бутовых фундаментах и побелены.
Общая длина 883 метра, а высота от 5,5 до 12 метров, не считая церковных башен.
Типичный образец монастырской ограды середины XVIII века, следующий традициям военно-оборонительного строительства древней Руси.

Первый этап реконструкции с 1977 по 1987 года, проведён архитекторами Л. П. Бестужевым и А. Г. Азаровым.
- Правая привратная башня
- Северная башня
- Ярморочные ворота и Башня Спасо-Преображения
- Юго-западная башня
- Южная башня
- Северо-восточная башня
- Левая привратная башня
- Святые ворота и Надвратная Церковь Сретения Господня
- Восстановление колокольни
- Водонапорная башня